# Sosnowiec Dańdówka
Sosnowiec Dańdówka – stacja kolejowa w dzielnicy Sosnowca—Dańdówka, w województwie śląskim, w Polsce. 

## Ruch pasażerski
Stacja Sosnowiec Dańdówka przeznaczona jest dla kolejowego ruchu osobowego i towarowego pociągów. Przez jej rejon przechodzi pasażerska linia nr 62 (Sosnowiec Główny - Tunel), która łączy Katowice z Kielcami Głównymi. Połączenia pasażerskie na tej linii realizuje spółka Polregio S.A. Do dyspozycji pasażerów jest dostępna wiata siedziskowa oraz kładka, która umożliwia dostęp do  peronów. Budynek dworca z uwagi na zły stan techniczny został wyburzony w 2016 r.
| Rok  | Wymiana pasażerska na dobę |
| ---- | -------------------------- |
| 2017 | 20-49                      |
| 2018 | 20-49                      |
| 2019 | 20-49                      |
| 2020 | 20-49                      |
| 2021 | 20-49                      |
| 2022 | 50-99                      |
| 2023 | 50-99                      |

## Infrastruktura i ruch towarowy
Przez teren stacji przechodzi dwutorowa linia towarowa nr 171 z Dąbrowy Górniczej Towarowej przez Katowice Muchowiec do posterunku odgałęźnego Panewnik. Odchodzi od niej również bocznica stacyjna do zakładu ArcelorMittal Poland, dzięki której do 2023 r. można było realizować przejazdy do stacji kolei piaskowej Jęzor Centralny. Dawniej istniały też bocznice do KWK Sosnowiec i KWK Niwka-Modrzejów, jednak kopalnie te w latach 1998–1999 zostały zlikwidowane. 

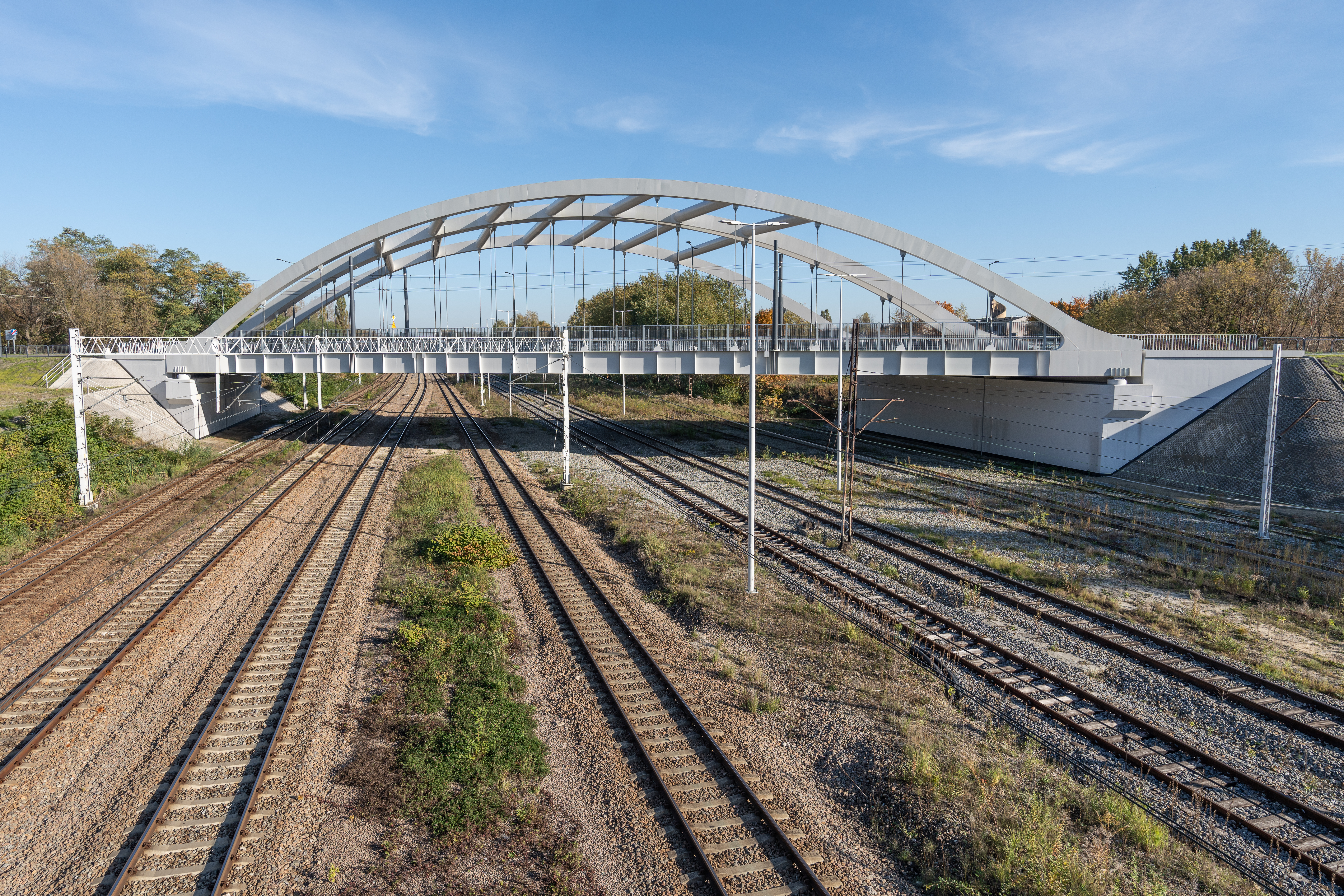
Tory linii kolejowy nr 171 i 62 w sąsiedztwie stacji Sosnowiec Dańdówka

W 2024 r. stacja Sosnowiec Dańdówka posiadała 9 torów głównych, z których 3 znajdują się przy peronach jednokrawędziowym oraz dwukrawędziowym wysepkowym. Oprócz nich istniały 3 tory boczne, które m.in. służyły do wykonywania przejazdów z zakładu ArcelorMittal Poland. Długość obu peronów stacyjnych wynosi 296 metrów, a ich wysokość liczona od główki szyny 38 centymetrów. Ruch pociągów jest prowadzony przez nastawnię dysponującą SDn od strony Stawisk i Sosnowca Południowego oraz wykonawczą SDn1 od strony Kazimierza i Juliusza. Dawniej obie posiadały urządzenia mechaniczne scentralizowane. W 2021 r. na stacji Sosnowiec Dańdówka zostały wymienione tory, sieć trakcyjna i 17 rozjazdów. W miejscu wyburzonego budynku dworca została zbudowana nowa nastawnia, która jest wyposażona w nowe komputerowe urządzenia sterowania ruchem kolejowym. Dzięki pracom modernizacyjnym prędkość na stacji wzrosła do 80 km/h. W latach 2023–2024 rozebrano, a następnie zbudowano od podstaw przebiegający nad rejonem stacji w ciągu ulicy Wojska Polskiego wiadukt drogowy.   